# Ernst Anzeletti
Ernst Anzeletti (* 1954 in St. Veit an der Gölsen) ist ein österreichischer Beamter und Bezirkshauptmann im Bezirk Wiener Neustadt.

## Leben
Anzeletti studierte Rechtswissenschaft (Akademischer Grad: Mag. iur) und trat 1985 in den Landesdienst ein. Der Jurist wechselte nach mehreren Tätigkeiten in der Niederösterreichischen Landesregierung an die Bezirkshauptmannschaft Mödling, später an die Bezirkshauptmannschaft Baden und an die Bezirkshauptmannschaft Neunkirchen, wo er seit 2005 die Funktion des Bezirkshauptmann-Stellvertreters innehatte sowie zuletzt an die Bezirkshauptmannschaft Lilienfeld, wo er ab 1. Jänner 2008 Bezirkshauptmann war. Ihm folgte dort Franz Kemetmüller.
Am 27. Jänner 2015 übernahm er von Andreas Strobl, der seit 1. Dezember 2014 Bezirkshauptmann von Wien-Umgebung war, das Amt des Bezirkshauptmannes der Bezirkshauptmannschaft Wiener Neustadt. Am 1. Dezember gab er dieses Amt an Markus Sauer ab.
Ernst Anzeletti lebt in Matzendorf-Hölles und ist Vater zweier Kinder. Er war in seinem Wohnort auch von 1988 bis 2007 Bürgermeister.